# سيستم 3
سيستم 3 (بالإنجليزية: System 3 Software Ltd)‏ هي شركة نشر وتطوير ألعاب فيديو بريطانية . أسسها مارك كال عام 1983 وقامت بتطوير العديد من الألعاب الناجحة مثل ذ لاست نينجا، فيراري تشالنج وغيرها.

## روابط خارجية
- سيستم 3 على موقع ميوزك برينز (الإنجليزية)
- سيستم 3 على موقع ميوزك برينز (الإنجليزية)